# Cristian Perea
Pour les articles homonymes, voir Perea.
Cristian Perea, né le 17 août 2005 à Lérida en Espagne, est un footballeur espagnol qui évolue au poste de défenseur central au Real Madrid.

## Biographie

### En club
Né à Lérida en Espagne de parents originaires de Colombie, Cristian Perea joue notamment pour l'UD Almería et l'UD Pavía (en) avant de rejoindre le Real Madrid, où il poursuit sa formation. Il se fait remarquer dans les équipes de jeunes du club où il est apprécié pour sa vision du jeu et sa polyvalence notamment, devenant l'un des atouts de la Juvenil A dirigée par Álvaro Arbeloa.
Le 9 mai 2024, Cristian Perea prolonge son contrat avec le Real Madrid jusqu'en juin 2028.

### En sélection
Cristian Perea est convoqué avec l'équipe d'Espagne des moins de 19 ans pour participer au Championnat d'Europe des moins de 19 ans en 2024. Après avoir battu l'Italie grâce à un but de Pol Fortuny (0-1 après prolongation), l'Espagne atteint la finale de la compétition. Il est titularisé lors de la finale face à la France, contre laquelle les Espagnols s'imposent par deux buts à zéro, et remportent ainsi la compétition,.

## Palmarès
Espagne -19 ans
- Championnat d'Europe
  - Vainqueur en 2024